# Margaret Colin
Margaret Colin (New York, 26 maggio 1958) è un'attrice statunitense.

## Biografia
Colin è nata a Brooklyn. Nel 1987 si sposa con l'attore Justin Deas, da cui nascono due figli, Sam (1990) e Joshua (1993). La sua carriera inizia nel 1978 con il telefilm Ryan's Hope e prosegue con piccoli ruoli in serie televisive come Santa Barbara (1983) e Cameo by Night (1987).

## Filmografia

### Cinema
- Bella in rosa (Pretty in Pink), regia di Howard Deutch (1986)
- Qualcosa di travolgente (Something Wild), regia di Jonathan Demme (1986)
- Tale padre tale figlio (Like Father Like Son), regia di Rod Daniel (1987)
- Tre scapoli e un bebè (3 Men and a Baby), regia di Leonard Nimoy (1987)
- Verdetto finale (True Believer), regia di Joseph Ruben (1989)
- Balle spaziali 2 - La vendetta (Martians Go Home), regia di David Odell (1989)
- Amore e magia (The Butcher's Wife), regia di Terry Hughes (1991)
- Amos & Andrew, regia di E. Max Frye (1993)
- Terminal Velocity, regia di Deran Sarafian (1994)
- Independence Day, regia di Roland Emmerich (1996)
- Milk & Money, regia di Michael Bergmann (1996)
- L'ombra del diavolo (The Devil's Own), regia di Alan J. Pakula (1997)
- Time to Say Goodbye?, regia di David Hugh Jones (1997)
- The Adventures of Sebastian Cole, regia di Tod Williams (1998)
- Blue Car, regia di Karen Moncrieff (2002)
- L'amore infedele - Unfaithful (Unfaithful), regia di Adrian Lyne (2002)
- Una teenager alla Casa Bianca (First Daughter), regia di Forest Whitaker (2004)
- A Broken Sole, regia di Antony Marsellis - cortometraggio (2006)
- Happenstance, regia di Joyce Draganosky - cortometraggio (2007)
- Sex List - Omicidio a tre (Sex List), regia di Marcel Langenegger (2008)
- iMurders, regia di Robbie Bryan (2008)
- The Missing Person, regia di Noah Buschel (2009)
- Camilla Dickinson, regia di Cornelia Moore (2012)
- Backwards, regia di Ben Hickernell (2012)

### Televisione
- Ai confini della notte (The Edge of Night) - serie TV, 21 episodi (1979)
- Così gira il mondo (As the World Turns) - serie TV, 8 puntate (1981-1983)
- Foley Square - serie TV, 14 episodi (1985-1986)
- The Return of Sherlock Holmes, regia di Kevin Connor - film TV (1987)
- Warm Hearts, Cold Feet, regia di James Frawley (1987)
- Una detective in gamba (Leg Work) – serie TV, 10 episodi (1987)
- Magnum, P.I. - serie TV, episodio 8x10 (1988)
- Agente sì... ma di commercio! (Traveling Man), regia di Irvin Kershner - film TV (1989)
- Goodnight Sweet Wife: A Murder in Boston, regia di Jerrold Freedman - film TV (1990)
- Sibs - serie TV, 22 episodi (1991-1992)
- Related by Birth, regia di Will Mackenzie - film TV (1994)
- Chicago Hope - serie TV, 5 episodi (1994)
- Double Rush - serie TV, episodio 1x13 (1995)
- In the Shadow of Evil, regia di Daniel Sackheim - film TV (1995)
- Giuste sentenze (The Wright Verdicts) - serie TV, 7 episodi (1995)
- Il rimorso (Hit and Run), regia di Dan Lerner – film TV (1998)[1]
- Swing Vote - Un uomo da 300 milioni di voti (Swing Vote), regia di David Anspaugh - film TV (1999)
- L'incredibile Michael (Now and Again) - serie TV, 14 episodi (1999-2000)
- Madigan Men - serie TV, episodio 1x01 (2000)
- Private Lies, regia di Sherry Hormann - film TV (2001)
- The Familiar Stranger, regia di Alan Metzger - film TV (2001)
- The Wedding Dress, regia di Sam Pillsbury - film TV (2001)
- Remembering Charlie, regia di Graeme Clifford - film TV (2003)
- Law & Order - Unità vittime speciali (Law & Order: Special Victims Unit) - serie TV, episodio 4x16 (2003)
- Law & Order: Criminal Intent - serie TV, episodio 3x15 (2004)
- Royal Pains - serie TV, episodio 1x03 (2009)
- Law & Order - I due volti della giustizia (Law & Order) - serie TV, episodio 20x17 (2010)
- Medium - serie TV, episodio 6x22 (2010)
- Blue Bloods - serie TV, episodio 2x16 (2012)
- Nurse Jackie - Terapia d'urto (Nurse Jackie) - serie TV, episodi 4x02-4x03 (2012)
- Gossip Girl - serie TV, 32 episodi (2007-2012)
- Elementary - serie TV, 1 episodio 2x08 (2013)
- Gotham - serie TV 1 episodio 1x05 (2014)
- The I-Land - serie TV (2019)
- Gossip Girl – serie TV, episodi 1x10-2x07 (2021-2023)
- Chicago Med - serie TV (2021)

## Doppiatrici italiane
Nelle versioni in italiano delle opere in cui ha recitato, Margaret Colin è stata doppiata da:
- Alessandra Korompay in L'amore infedele - Unfaithful, Independence Day
- Daniela D'Angelo in Gossip Girl
- Anna Radici in Law & Order: Criminal Intent
- Isabella Pasanisi in Medium
- Alessandra Cassioli in L'incredibile Micheal
- Claudia Razzi in Chicago Hope
- Liliana Sorrentino in Una teenager alla casa bianca
- Anna Rita Pasanisi in L'ombra del diavolo
- Chiara Salerno in Il rimorso
- Barbara Berengo Gardin in The I-Land